# Whiteheadova cena
Whiteheadova cena je ocenění, které každoročně uděluje Londýnská matematická společnost (LMC) matematikům pracujícím ve Velké Británii, kteří jsou v rané fázi své kariéry. Cena je pojmenována na památku průkopníka teorie homotopie J. H. C. Whiteheada.
Mezi podmínky, které musí kandidáti ceny splňovat, patří bydliště ve Spojeném království ke dni 1. ledna roku udělení ceny nebo absolvování studia ve Spojeném království. Kandidáti musí mít také méně než 15 let práce na postdoktorandské úrovni a nesmí od Společnosti obdržet žádné jiné ceny.
Vedle této ceny existuje ještě tzv. Senior Whitehead Prize, jenž má uznávat zkušenější matematiky.